# 蔡國熙 (演員)
蔡國熙（韓語：채국희，1970年9月18日—），韓國女演員。

## 演藝經歷
蔡國熙於1970年9月生於首爾特別市，是著名演員蔡時那的妹妹。1991年，她以話劇演員身份出道，其後於1994年開始參演音樂劇。1998年，她原參與電視劇《英雄神話》作為電視劇演員出道，但在劇中因飾演親姐姐蔡時那的妹妹角色（第二女主角），感到負擔而退出。
之後，她自2009年起透過電視劇《Style》、《下女們》和《Fantastic》等獲注目。2020年，蔡國熙在《夫妻的世界》中飾演重要的配角角色「薛明淑」，獲得廣泛關注。

## 個人生活
2016年1月，承認與演員吳達秀秘密戀愛三年，2018年2月分手。

## 演出作品

### 電視劇
- 1998年：KBS《製造幸福》飾演 皇子高中舞蹈老師
- 1998年：KBS《王與妃》飾演 珍女
- 1999年：KBS《愛嗎？》
- 2009年：SBS《Style》飾演 金智元
- 2014年：JTBC《下女們》飾演 海賞
- 2016年：tvN《我親愛的朋友們》飾演 徐延熙（特別出演）
- 2016年：JTBC《Fantastic》飾演 李美度
- 2020年：JTBC《夫妻的世界》飾演 薛明淑
- 2021年：SBS《紅天機》飾演 美洙
- 2024年：Netflix《魷魚遊戲2》飾演 仙女
- 2025年：Netflix《魷魚遊戲3》飾演 仙女

### 電影
- 2012年：《盜賊門》飾演 騙子
- 2017年：《殺人者的記憶法》飾演 張美玉

## 外部連結
- 蔡國熙在NAVER上的资料
- 蔡國熙在Daum上的资料
- 蔡國熙 (演員)的PLAYDB人物資料 （页面存档备份，存于）
- 蔡國熙 (演員)的碩士學位論文 （页面存档备份，存于）